# スロウナイト
「スロウナイト」は、蒼山幸子の楽曲。2020年4月7日に配信限定シングルとして発売された。

## 解説
- BSテレ東 ドラマ「ワカコ酒 Season5」オープニングテーマ。

## 収録曲
1. スロウナイト 4分18秒
  - 作詞／作曲：蒼山幸子